# ADO.NET Data Services
ADO.NET Data Services (под кодовым название «Astoria») — платформа для Microsoft Data Services, нацеленная, в первую очередь, на использование таких современных технологий, как Ajax и Silverlight. Цель ADO.NET Data Services состоит в том, чтобы представить данные в виде сервиса, который может быть потреблен интернет клиентами в корпоративных сетях и через Интернет с использованием URI.
Для создания такого сервиса данных необходимо создать ADO.NET Entity Data Model (EDM), то есть описать все объекты предметной области и задать связи между ними (создать EDM можно автоматически на основании базы данных).
После этого, создав сервис и запустив его на выполнение, можно обращаться к базе данных посредством URI.
При помощи HTTP методов GET, POST, PUT и DELETE, можно соответственно получить, создавать, обновлять и удалять записи базы данных. При этом обмен данными осуществляется с помощью форматов XML и JSON.